# Tanypus punctipennis
Tanypus punctipennis är en tvåvingeart som beskrevs av Johann Wilhelm Meigen 1818. Tanypus punctipennis ingår i släktet Tanypus och familjen fjädermyggor. Arten är reproducerande i Sverige. Inga underarter finns listade i Catalogue of Life.